# This Is Berkeley, Not West Bay
This Is Berkeley, Not West Bay è un EP split pubblicato nel 1994 con la Zafio Records, contribuito dalle band AFI, Dead and Gone e Black Fork.
La canzone degli AFI Love Is a Many Splendored Thing è accompagnata dalla voce di Tim Armstrong della band Rancid. Questa canzone è registrata nuovamente per l'album Very Proud of Ya.

## Tracce
1. People's Parking Lot - Black Fork
2. Desperate - Dead and Gone
3. Love Is a Many Splendored Thing - AFI
4. Bandwagon - Screw 32

## Formazione
- Davey Havok – voce
- Mark Stopholese – chitarra, voce
- Geoff Kresge – basso, voce
- Adam Carson – batteria